# Теона Акубардія
Теона Акубардія (нар. 9 жовтня 1978, Тбілісі) — грузинський політик. З 2020 року є депутатом парламенту Грузії за партійним списком від блоку «Георгій Вашадзе – Стратегія Агмашенебелі».
З 2014 по 2018 рік Акубардія був заступником секретаря Ради національної безпеки Грузії. Вона є співзасновником Грузинського центру стратегічного аналізу.